# Остерија дел Пјано (Пезаро и Урбино)
Остерија дел Пјано је насеље у Италији у округу Пезаро и Урбино, региону Марке.
Према процени из 2011. у насељу је живело 203 становника. Насеље се налази на надморској висини од 288 м.